# Akania bidwillii
Akania là một chi đơn loài trong họ Akaniaceae. Loài duy nhất Akania bidwillii (tên tiếng Anh: Turnipwood), là cây thân gỗ bản địa của rừng nhiệt đới ở New South Wales và Queensland của Úc.

## Hình ảnh

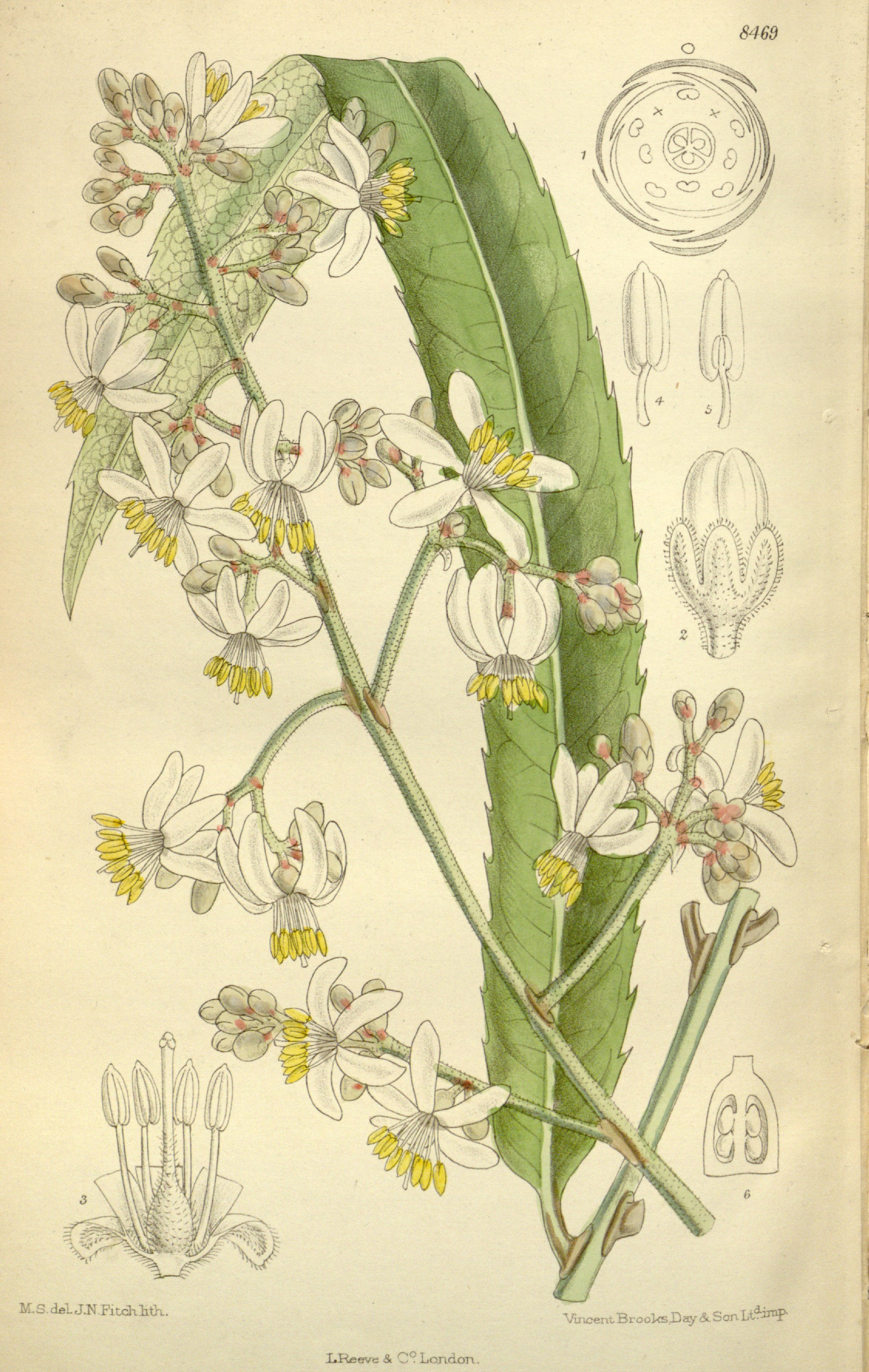
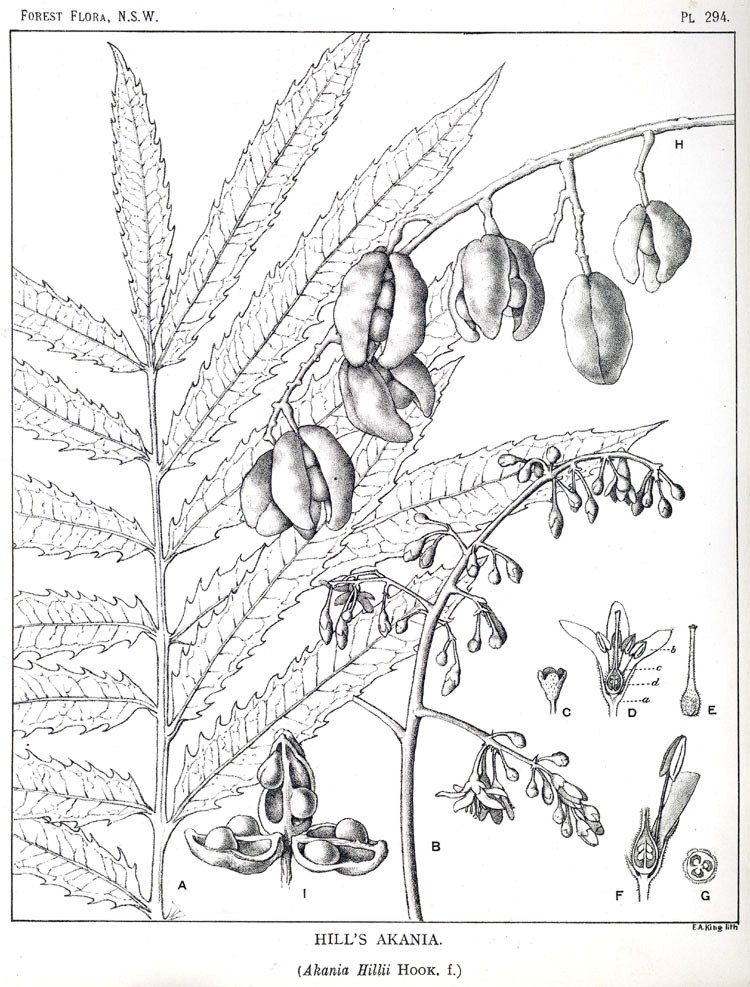